# Halte De Kwakel

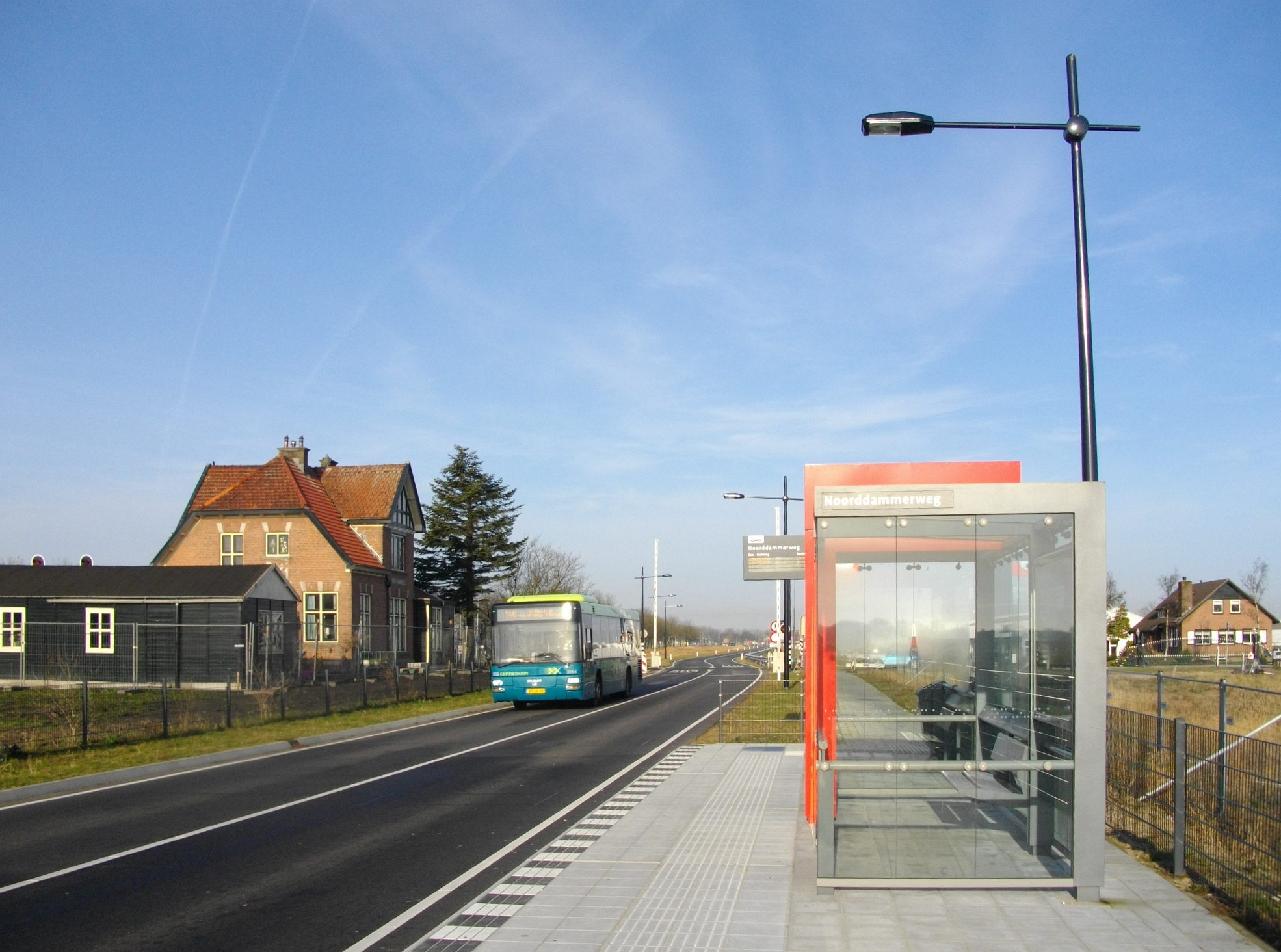
Busbaan op voormalige spoorbaan bij halte De Kwakel (2012)

Halte De Kwakel is een voormalige spoorweghalte bij de plaats De Kwakel aan de spoorlijn Aalsmeer - Nieuwersluis-Loenen. De halte werd geopend op 1 juli 1914 en gesloten op 15 mei 1935.

## Haltegebouw en wachterswoningen
Het haltegebouw dateert uit 1911 en staat er nog steeds. Het is van het stationstype: HESM III.
Wachterswoningen 41A en B staan 2,9 km verderop aan de Zwarteweg (voorheen Middelweg) in Aalsmeer en nummer 42 staat 1,8 km verder, aan de Legmeerdijk. Beide zijn gebouwd in 1916.